# NGC 3766
NGC 3766 (другие обозначения — OCL 860, ESO 129-SC27) — рассеянное скопление в созвездии Центавр.
Этот объект входит в число перечисленных в оригинальной редакции «Нового общего каталога».
В скоплении имеется группа быстро вращающихся звёзд спектрального класса B.